# Olecko (stacja kolejowa)

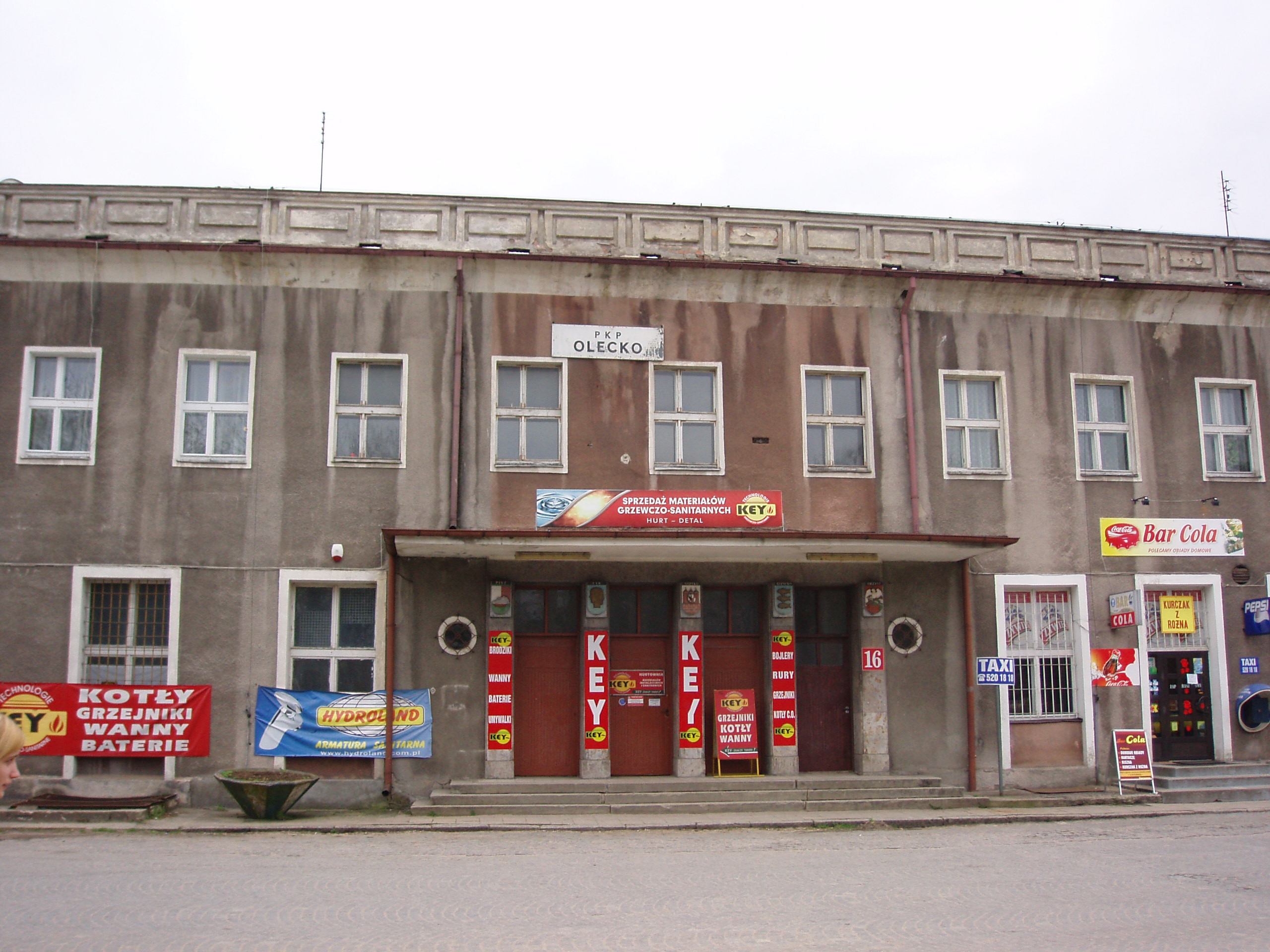
Dawny dworzec kolejowy, widok od strony miasta

Szynobus na peronie w Olecku

Olecko – stacja kolejowa w Olecku, w województwie warmińsko-mazurskim, w Polsce.
W dn. 31 maja 1993 r. zawieszono ruch pociągów na odcinku Olecko – Gołdap, a 31 sierpnia 1999 r. na odcinku Olecko – Suwałki i Ełk – Olecko. W lutym 2005 r. reaktywowano połączenie kolejowe Ełk – Olecko, a w czerwcu 2006 r. Olecko – Suwałki. 
1 września 2010 r. zlikwidowano pasażerskie połączenie do Suwałk, a z końcem 2012 roku Przewozy Regionalne zlikwidowały połączenia do Ełku.
W planach PKP istnieje także koncepcja odbudowy linii kolejowej Olecko – Kruklanki (Giżycko) i elektryfikacja wszystkich połączeń z miastem oraz budowa nowoczesnego dworca w ramach przebiegu przez miasto Rail Baltica.
Węzeł w Olecku posiadał swego czasu obwodnicę, jaką była łącznica kolejowa nr 518, łącząca posterunek odgałęźny Łęgówek z posterunkiem odgałęźnym Lesk. Powstała ona w latach 1976–1977 w celu ominięcia Olecka przez składy, które miały wywozić rudę żelaza z planowanych w latach 70. XX wieku kopalni rudy w rejonie Szurpił (na północ od Suwałk). Brak łącznicy wymuszał bowiem uciążliwą zmianę kierunku jazdy pociągów na stacji Olecko. Odbiór techniczny linii o długości 1,09 km i posterunków odgałęźnych nastąpił 18 sierpnia 1977. Na szlaku zastosowano szyny typu S49 na drewnianych podkładach. Przed wybudowaniem łącznicy rozważano również inny jej wariant, który miał łączyć okolice Wieliczek z okolicami Kijewa, co w znacznym stopniu skróciłoby połączenie kolejowe Ełku z Suwałkami. Linia służyła ruchowi kolejowemu bardzo krótko, bowiem już 15 grudnia 1981 została zamknięta, a w 2006 usunięta z ewidencji PKP.